# Hans Puhl
Hans Puhl (* 19. Oktober 1907 in Horhausen (Westerwald); † 11. September 1982 in Bonn) war ein deutscher Diplomat und Landrat im Landkreis Zell (Mosel).

## Leben
Nach dem Tod seines Vaters, der im Ersten Weltkrieg 1917 gefallen war, verzog Puhl mit seiner Mutter von Güls zu dessen Bruder, der Arzt war, nach Bad Godesberg. Schon während seiner Schulzeit engagierte er sich in der Katholischen Jugendbewegung Bund Neudeutschland, wo er teilweise im ganzen Bundesgebiet Führungsaufgaben übernahm. Nach Ende seiner schulischen Ausbildung studierte er Rechtswissenschaften und im Anschluss daran machte er die 2. Staatsprüfung. Dem folgte seine Promotion und schließlich nahm er die erste Tätigkeit bei der Allianz in Berlin an.
Im August 1939 wurde er zum Militärdienst in der Wehrmacht einberufen und zunächst in Russland, später in Frankreich eingesetzt. Nach Ende des Zweiten Weltkriegs wurde Puhl Direktor der Suchdienstzentrale des Bayerischen Roten Kreuzes. 3 Jahre später wechselte er im Herbst 1948 von München an die Mosel, um seine erste Stelle als Landrat im Kreis Zell anzunehmen. Hier blieb er bis 1954 und war in dieser Zeit vornehmlich mit Wiederaufbautätigkeiten des noch in großen Teilen zerstörten Kreisgebiets beschäftigt. Hierzu zählten insbesondere die Neuerrichtung des im Krieg zerstörten Zeller Landratsamtes, der Neubau einer Realschule und der Moselbrücke zwischen Zell und Kaimt, sowie der Bau einer neuen Umgehungsstraße, der Bundesstraße 421. Hans Puhl war es denn auch, auf den die folgenden Worte aus dieser Zeit zurückgehen.

„Der Weinbau ist die wirtschaftliche Grundlage des Kreises“

Von Zell wechselte er 1954 zunächst in die Personalabteilung des Auswärtigen Amtes, bevor er im Jahre 1959 seine erste Stelle als deutscher Generalkonsul in Salzburg annahm. Seine zweite Stelle und Ernennung als Generalkonsul für das Generalkonsulat in Rotterdam erhielt Puhl nach der 49. Kabinettssitzung vom 26. Oktober 1966. Am 3. Oktober 1968 erhielt Hans Puhl für seine langjährigen Verdienste das Bundesverdienstkreuz 1. Klasse. Am 12. November 1969 wurde Puhl aufgrund eines geplanten Revirements
vom Leiter des Auswärtigen Amtes, Walter Scheel, in den vorzeitigen Ruhestand versetzt. Zwar wurde diese Verjüngerungssaktion als sehr umstritten angesehen, aber dennoch fand der Minister bei vier von 25 von der Abberufung betroffenen Diplomaten Verständnis, unter anderem auch bei Puhl. Nachdem Außenminister Scheel für diese Personalpolitik nach einer Klage von acht der Betroffenen Diplomaten in zweiter Instanz im Jahre 1973 vom Oberverwaltungsgericht Münster verurteilt worden war, freute sich Puhl mit den Worten...

„...daß hier ein Unrecht ausgeräumt worden ist, das sich sehen lassen kann.“